# Saison 2 de Flynn Carson et les Nouveaux Aventuriers
Chronologie
Saison 1 Saison 3
Cet article présente les dix épisodes de la deuxième saison de la série télévisée américaine Flynn Carson et les Nouveaux Aventuriers (The Librarians).

## Synopsis
La série suit les aventures d'une équipe de potentiels "Bibliothécaire" choisis par la "Bibliothèque". Flynn Carson, l'actuel bibliothécaire doit résoudre des mystères impossibles, retrouver des artefacts très puissants et affronter des forces surnaturelles dont celle de la  Fraternité du Serpent, leur principal ennemi. L'équipe est composée de Jacob Stone, un génie en histoire et architecture ; Cassandra Cillian, une mathématicienne dotée d'une mémoire photographique et cependant atteinte d'une tumeur au cerveau ; Ezekiel Jones, un voleur et spécialiste en technologie et de leur gardien, Eve Baird, une ex-militaire de l'OTAN.

## Généralités
- Aux États-Unis, la saison est diffusée du 1er novembre 2015 au 27 décembre 2015 sur TNT.
- Au Canada, la saison est diffusée en simultané sur Space[1].
- En France, la saison a été diffusée du 9 janvier 2016 au 6 février 2016 sur Syfy[2]. Elle a été rediffusée du 14 avril 2017 au 5 mai 2017 sur France 4.

## Distribution

### Acteurs principaux
- Rebecca Romijn (VF : Laura Blanc) : Eve Baird
- Christian Kane (VF : Mathias Kozlowski) : Jacob « Jake » Stone
- Lindy Booth (VF : Adeline Moreau) : Cassandra Cillian
- John Kim (VF : Maxime Baudouin) : Ezekiel Jones
- John Larroquette (VF : Philippe Ogouz) : Jenkins

### Acteurs récurrents
- Noah Wyle : Flynn Carson
- Richard Cox : Prospero
- David S. Lee : Professeur Moriarty

### Invités
- Jeff Fahey : Isaac Stone
- Drew Powell : Ray / L'esprit de la bibliothèque
- Michael Trucco : Sam Denning
- John de Lancie (VF : Gabriel Le Doze) : Sesselman
- David Ury : William Shakespeare

## Liste des épisodes

### Épisode 1:Le Grimoire englouti
- États-Unis /  Canada : 1er novembre 2015 sur TNT[3] / Space
- France : 
  - 9 janvier 2016 sur Syfy
  - 14 avril 2017 sur France 4
- Suisse : 9 janvier 2016 sur Syfy

- États-Unis : 2,249 millions de téléspectateurs[4] (première diffusion)

### Épisode 2:L'Arbre de la connaissance
- États-Unis /  Canada : 1er novembre 2015 sur TNT / Space
- France :
  - 9 janvier 2016 sur Syfy
  - 14 avril 2017 sur France 4
- Suisse : 9 janvier 2016 sur Syfy

- États-Unis : 1,951 million de téléspectateurs[4] (première diffusion)

### Épisode 3:Le Gouffre mystérieux
- États-Unis /  Canada : 8 novembre 2015 sur TNT / Space
- France :
  - 16 janvier 2016 sur Syfy
  - 14 avril 2017 sur France 4
- Suisse : 16 janvier 2016 sur Syfy

- États-Unis : 1,951 million de téléspectateurs[5] (première diffusion)

### Épisode 4:Le Coût de l'éducation
- États-Unis /  Canada : 15 novembre 2015 sur TNT / Space
- France :
  - 16 janvier 2016 sur Syfy
  - 21 avril 2017 sur France 4
- Suisse : 16 janvier 2016 sur Syfy

- États-Unis : 1,888 million de téléspectateurs[6] (première diffusion)

### Épisode 5:Le Spectre de la connaissance
- États-Unis /  Canada : 22 novembre 2015 sur TNT / Space
- France :
  - 23 janvier 2016 sur Syfy
  - 21 avril 2017 sur France 4
- Suisse : 23 janvier 2016 sur Syfy

- États-Unis : 2,097 millions de téléspectateurs[7] (première diffusion)

### Épisode 6:Le Pacte du diable
- États-Unis /  Canada : 29 novembre 2015 sur TNT / Space
- France :
  - 23 janvier 2016 sur Syfy
  - 21 avril 2017 sur France 4
- Suisse : 23 janvier 2016 sur Syfy

- États-Unis : 2,021 millions de téléspectateurs[8] (première diffusion)

### Épisode 7:Le Portrait des Vanités
- États-Unis /  Canada : 6 décembre 2015 sur TNT / Space
- France :
  - 30 janvier 2016 sur Syfy
  - 28 avril 2017 sur France 4
- Suisse : 30 janvier 2016 sur Syfy

- États-Unis : 2,242 millions de téléspectateurs[9] (première diffusion)

### Épisode 8:Le Jeu sans fin
- États-Unis /  Canada : 13 décembre 2015 sur TNT / Space
- France : 
  - 30 janvier 2016 sur Syfy
  - 28 avril 2017 sur France 4
- Suisse : 30 janvier 2016 sur Syfy

- États-Unis : 2,214 millions de téléspectateurs[10] (première diffusion)

### Épisode 9:Les vies rêvées
- États-Unis /  Canada : 20 décembre 2015 sur TNT / Space
- France : 
  - 6 février 2016 sur Syfy
  - 5 mai 2017 sur France 4
- Suisse : 6 février 2016 sur Syfy

- États-Unis : 1,941 million de téléspectateurs[11] (première diffusion)

### Épisode 10:Le dernier acte
- États-Unis /  Canada : 27 décembre 2015 sur TNT / Space
- France :
  - 6 février 2016 sur Syfy
  - 5 mai 2017 sur France 4
- Suisse : 6 février 2016 sur Syfy

- États-Unis : 2,237 millions de téléspectateurs[12] (première diffusion)